# Pluviál (liturgický oděv)

Bílý pluviál

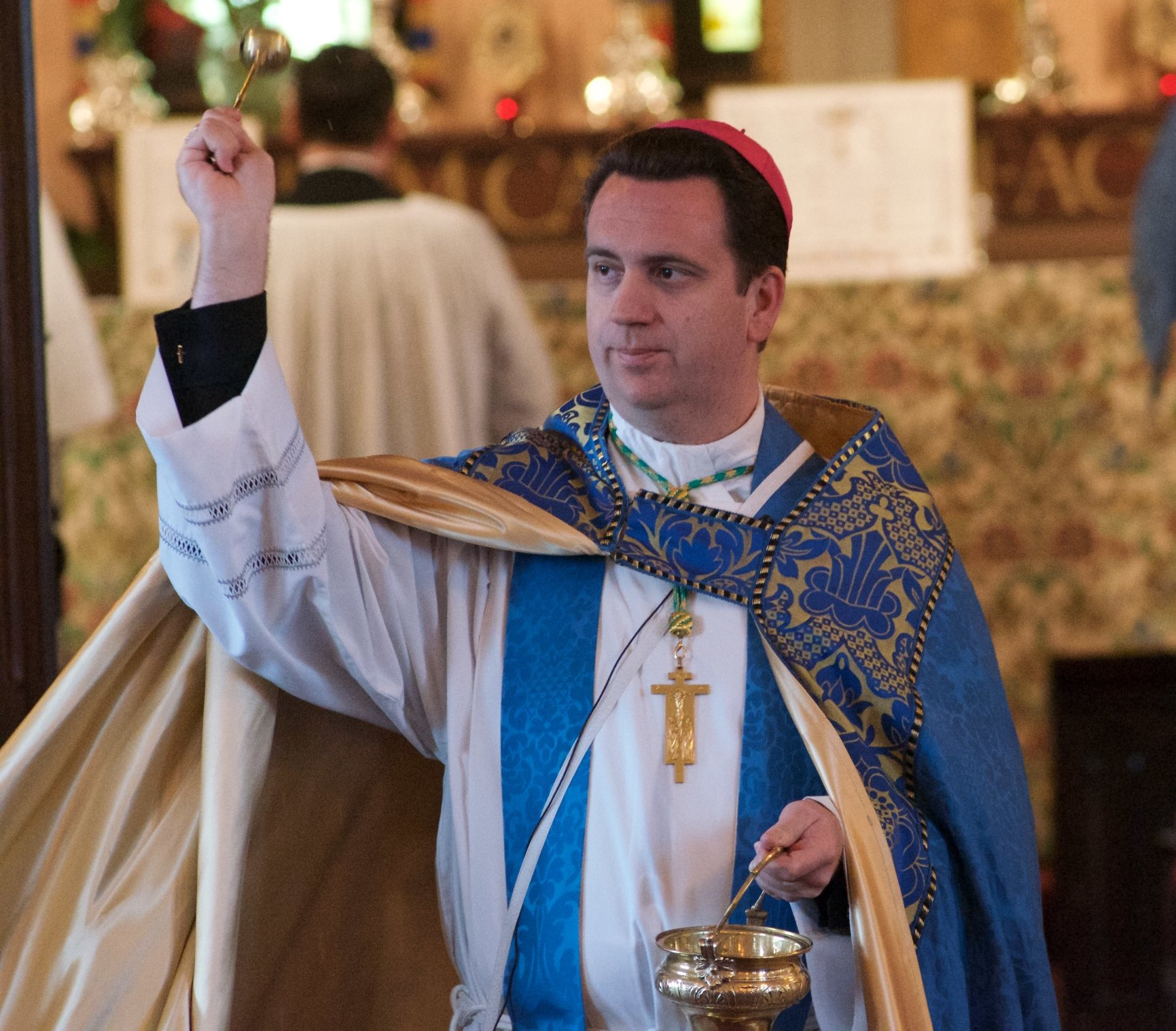
Mons. Lopez, O.P.C.S.P. v pluviálu během úkonu asperges

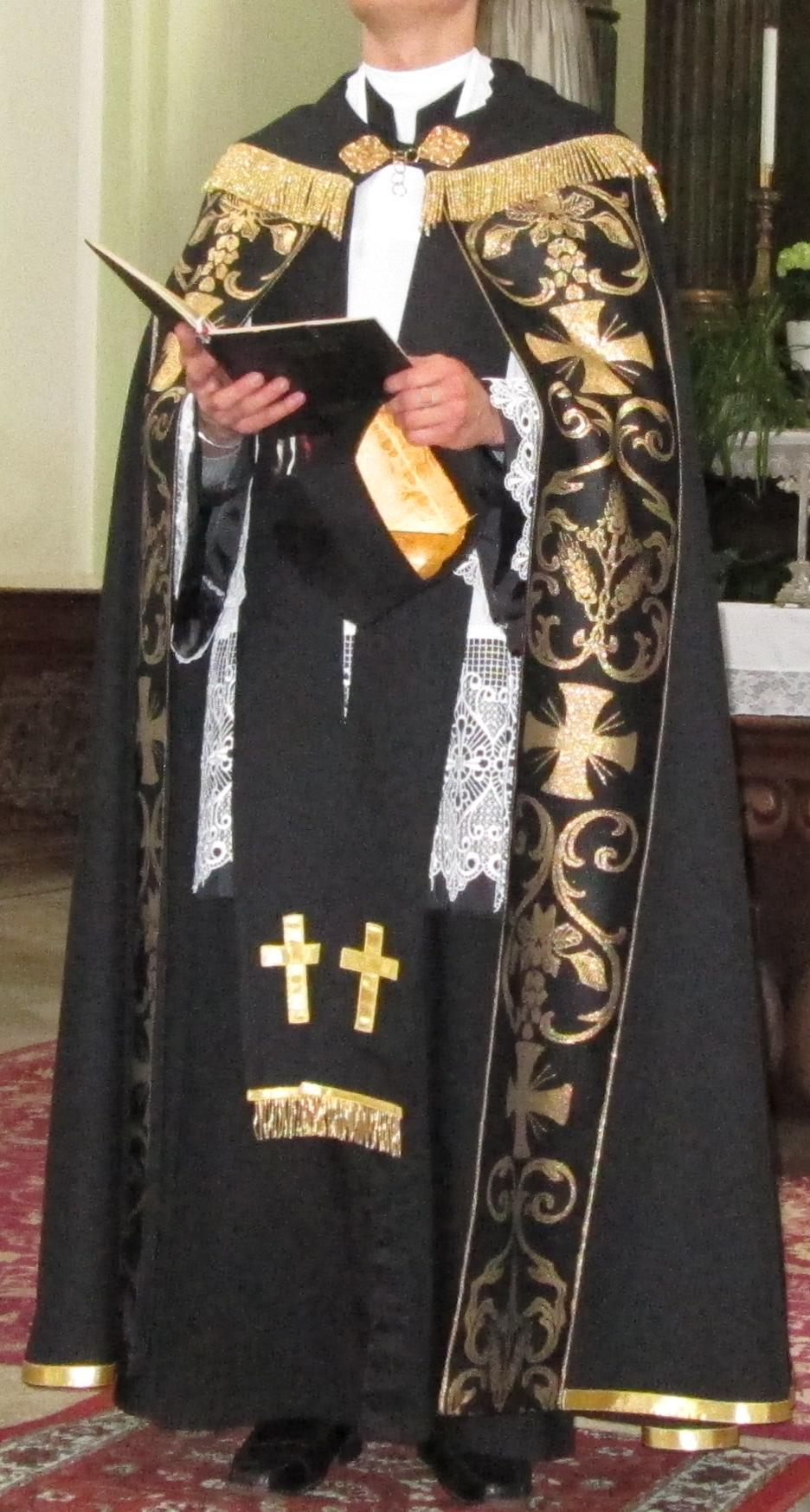
Černý pluviál (gotický, moderní)

Pluviál (latinsky pluviale, cappa (pluvialis), „plášť do deště“) je bohatě zdobený liturgický plášť, původně s kapucí pro nošení do deště. Postupem času se začal nosit i při nedeštivém počasí a kapuci nahradil v zadní části většinou bohatě zdobený štít.

## Použití
Nejčastěji se používá při různých církevních obřadech jako pohřbech, svatbách, křtech, žehnáních apod., nelze ho však užít při mši. Na tzv. Asperges přede mší (pokropení lidu) se užívá pluviálu příslušné liturgické barvy. K pluviálu přísluší také štóla. Obléká se většinou na kleriku s rochetou. Při pohřbech a dušičkových pobožnostech se používá pluviál černé nebo fialové barvy. Při svatbách, křtech a výstavu Nejsvětější svátosti se používá pluviál bílé nebo zlaté barvy. Při různých procesích jako je Slavnost Těla a Krve Páně se používá buď bílý pluviál, nebo pluviál liturgické barvy odpovídající příslušnému dni.